# Eva Natus-Šalamoun
Eva Natus-Šalamoun (geb. Natus; * 27. Juni 1936 in Halle/Saale; † 28. Januar 2014, tschechisch: Eva Natus-Šalamounová) war eine deutsch-tschechische Grafikerin, Illustratorin, Trickfilmgestalterin und Hochschullehrerin.

## Leben und Werk
Eva Natus absolvierte von 1952 bis 1954 in Halle eine Lehre als Gebrauchswerberin. Von 1954 bis 1960 studierte sie bei Walter Funkat Industrielle Formgestaltung an der heutigen Burg Giebichenstein Kunsthochschule Halle. In dieser Zeit hatte sie auch einen Fördervertrag mit dem VEB Chemiekombinat Bitterfeld.
Danach war sie bis 1963 in Prag bei Adolf Hoffmeister Aspirantin im Spezialatelier für Trickfilme an der Hochschule für angewandte und bildende Kunst UMPRUM. Außerdem machte sie 1962/1963 bei Elmar Klos an der Film- und Fernsehfakultät der Akademie der Musischen Künste (FAMU) ein Spezialstudium Regie. Von 1963 bis 1965 war sie Regisseurin und Grafikerin beim DEFA-Studio für Trickfilme in Dresden. Von 1966 bis 1993 arbeitet sie in Halle und Prag als freischaffende Grafikerin, Illustratorin und Gestalterin von Animationsfilmen. Sie illustriert über 40 Bücher, vor allem Kinderbücher.
Von 1985 bis 1993 war Eva Natus-Šalamoun Lehrbeauftragte an der Burg Giebichenstein Kunsthochschule, dann hatte sie bis 2000 eine Professur für Kommunikationsdesign. Zu ihren Schülerinnen und Schülern gehörten u. a. Kerstin Alexander und Rainer Ehrt. 2001 war sie Gastprofessorin an der Universität der Künste Tirana. Ab 2001 arbeitete sie wieder freischaffend in Halle und Prag. Eva Natus-Šalamoun erhielt seit 1974 im In- und Ausland eine bedeutende Zahl von Preisen für Illustration und hatte im In- und Ausland viele Einzelausstellungen und Ausstellungsbeteiligungen, in der DDR u. a. 1962/1963, 1977/1978, 1982/1983 und 1987/1988 in Dresden an der Fünften Deutschen Kunstausstellung und der VIII. bis X. Kunstausstellung der DDR.
Eva Natus-Šalamoun war seit 1963 verheiratet mit dem tschechischen Grafiker Jiří Šalamoun (1935–2022). Ihre Tochter Barbara Šalamoun (* 1964) ist ebenfalls Grafikerin und Filmemacherin.

## Mitgliedschaften (unvollständig)
- bis 1990: Mitglied des Verband Bildender Künstler der DDR
- Vereinigung tschechischer Grafikkünstler Hollar, Prag

## Rezeption
„Erst in den 80er Jahren so richtig zur Kenntnis genommen wird das eigenartige Talent …. Sie hat einen in der Zeichnung rohen, insgesamt aber farbig dekorativen Stil entwickelt, den man, besonders auch mit seiner exaltierten Gestik, der DDR-Form der Popart zuordnen kann.“

## Öffentliche Sammlungen mit Werken Eva Natus-Šalamouns
- Berlin: Stiftung Plakat Ost
- Burgk (Schleiz): Museum Schloss Burgk
- Washington: National Gallery of Art
- Kunstsammlungen des Landes Sachsen-Anhalt (vormalige Kunstsammlung des Chemiekombinats Bitterfeld)

## Werke (Auswahl)

### Trickfilme (Regie)
- Dinge gibt’s, die gibt’s gar nicht (1964)[4]
- Jolli (1964/1965)[5]
- Der Igel Tappelpit (1965/1966)[6]

### Druckgrafik
- Die apokalyptischen Reiter (Lithografie)[7]
- Spaziergang (1993, Farblithografie, 40,6 × 29,5 cm)[8]

## Postume Ausstellungen (mutmaßlich unvollständig)
- 2014: Halle, Kleine Galerie des Halleschen Kunstvereins („Puppenmenschen und Menschenpuppen“. Zeichnungen und Lithographien)[9]
- 2024: Halle, Galerie Zaglmeier („Eva Natus-Šalamoun und Jiří Šalamoun, Zwei Leben zwischen Prag und Halle.“)[10]
- 2025: Prag, Nationalmuseum (mit Jiri Šalamoun)[11]